# Critérium de Soissons
Le Critérium de Soissons est une course cycliste française qui se déroule au mois de juin dans le département de l'Aisne. Disputée en semi-nocturne, elle est actuellement organisée par le CC Villeneuve Saint-Germain,, un club évoluant en Nationale 3. 
De 1998 à 2002, l'épreuve fait partie du calendrier de l'UCI en catégorie 2.5. Elle est désormais réservée aux cyclistes amateurs. 

## Palmarès
| Année                        | Vainqueur              | Deuxième               | Troisième                 |
| ---------------------------- | ---------------------- | ---------------------- | ------------------------- |
| Prix de la Ville de Soissons |                        |                        |                           |
| 1998                         | Pascal Pofilet         | Chris Peers            | Steffen Kjærgaard         |
| 1999                         | Artur Babaitsev        | Christophe Agnolutto   | Svein Gaute Hølestøl (no) |
| 2000                         | Linas Balčiūnas        | Saulius Ruškys         | Frédéric Gabriel          |
| 2001                         | Benjamin Levécot       | Artūras Trumpauskas    | Jeremy Hunt               |
| 2002                         | Jérôme Gannat          | Benoît Génauzeau       | Vincent Socquin           |
| 2003-2008                    | ?                      |                        |                           |
| Critérium de Soissons        |                        |                        |                           |
| 2009                         | Damien Mas             | Anthony Bataille       | Benjamin Cantournet       |
| Grand Prix de Soissons       |                        |                        |                           |
| 2010                         | Alexis Bodiot          | Adrien Petit           | Aurélien Louvel-His       |
| 2011                         | Risto Raid             | Antoine Fouldrin       | Nicolas Garbet            |
| 2012                         | Risto Raid             | François Ribeiro       | Gert Jõeäär               |
| 2013                         | Alexandre Gratiot      | Pierre Tielemans       | François Ribeiro          |
| 2014                         | Charálampos Kastrantás | Grégoire Somogyi       | Alexandre Gratiot         |
| 2015                         | Polychrónis Tzortzákis | Charálampos Kastrantás | Anthony Leprêtre          |
| 2016                         | Axel Flet              | Alexis Martin          | Alexandre Gratiot         |
| Critérium de Soissons        |                        |                        |                           |
| 2017                         | Joris Ducrocq          | Robin Boucher          | Johan De Jonckheere       |
| 2018                         | Axel Flet              | Joris Ducrocq          | Johan Paque               |
| 2019                         | Pierre Valette         | Maxime Farazijn        | Erwann Kerraud            |
| 2020                         | Maxime Éloy            | Killyan Houcke         | Louis Brulé               |
| 2021                         | Vincent Pastot         | Sébastien Piry         | Florian Carpentier        |
| 2022                         | Philéas Hansart        | Nicolas Ambert         | Dany Maffeïs              |
| 2023                         | Joris Ducrocq          | Célian Protin          | Dany Maffeïs              |
| 2024                         | Dorian Zehnich         | Dylan Durand           | Cyrille Saillard          |